# Непобедимый, Сергей Павлович
Серге́й Па́влович Непобеди́мый (13 сентября 1921, Рязань — 11 апреля 2014, Москва) — советский конструктор ракетного вооружения, доктор технических наук, профессор.
Член-корреспондент АН СССР (1984). Академик РАРАН (1994). Герой Социалистического Труда (1971). Заслуженный конструктор РФ (2001). Лауреат Ленинской премии (1964), трёх Государственных премий СССР (1969, 1976, 1981) и премии Совета министров СССР (1989).

## Биография
Родился в Рязани в семье рабочего. В 1922 году семья переехала в Курскую губернию и обосновалась в селе Никольском Щигровского уезда (ныне посёлок Никольский в Щигровском районе). Чтобы дать возможность двум своим сыновьям получить среднее образование, через несколько лет родители с детьми переезжают в город Щигры, находившийся примерно в 20 километров от села. В школьные годы Сергей проявил незаурядные способности в математике, разбирался в механике, занимался моделированием и в 14 лет сконструировал глиссер с паровой турбиной, который отправили на выставку в Москву.
В 1938 году окончил Щигровскую среднюю школу № 1 и поступил в МВТУ им. Н. Э. Баумана. Когда началась Великая Отечественная война, подал заявление с просьбой отправить на фронт, в чём было отказано. Училище было эвакуировано в Ижевск. Вернулся из эвакуации в 1943, учился в группе под руководством профессора Ю. А. Победоносцева. Окончил МВТУ в 1945 году по специальности «инженер-механик по боеприпасам», тема дипломного проекта — «Ракетный комплекс повышенной дальности для борьбы с танками». По рекомендации Победоносцева был направлен в Коломну в СКБ (КБМ, ныне АО НПК «КБ машиностроения») Б. И. Шавырина, где работал вплоть до 1989 года инженером-конструктором, первым заместителем главного конструктора (1961), начальником и главным конструктором (1965), генеральным конструктором (1988).
Непосредственно участвовал в создании механизма заряжания для 433-мм бесшточного противолодочного бомбомета БМБ-2 (1951). Руководил разработкой, испытаниями и постановкой на серийное производство осколочно-фугасных и кумулятивных выстрелов для безоткатных орудий Б-10 и Б-11 (1954).
В 1956 году возглавил группу по разработке противотанковых ракетных комплексов (ПТРК), результатом работы которой явились комплексы «Шмель» (1960), «Малютка» (1963), позднее полуавтоматический ПТРК «Малютка-П» (1969). При их создании был реализован ряд новаторских технических разработок, сыгравших важную роль и в других отраслях промышленности, например: управление реактивным снарядом ПТРК «Малютка» осуществлялось с помощью тонкого трёхжильного кабеля, упрочнённого шёлковыми нитями, производимыми в Китае. В середине 1960-х, после обострения отношений их поставка прекратилась. Так как производимый в СССР натуральный шёлк не удовлетворял техническим требованиям, пришлось искать замену. Был найден вариант с использованием искусственного волокна — лавсана. Для его производства за рубежом были закуплены соответствующие технологии и готовые производства, продукция которых использовалась не только в оборонной промышленности, но и в других, мирных отраслях народного хозяйства. В частности, было начато производство искусственных тканей на основе лавсанового волокна.
В продолжение работ Б. И. Шавырина, под руководством С. П. Непобедимого была завершена разработка первого советского переносного зенитно-ракетного комплекса (ПЗРК) «Стрела-2» (1968), за которым последовала серия ПЗРК: «Стрела-2М» (1970), «Стрела-3» (1974), «Игла-1» (1981), «Игла» (1983), при этом, впервые в мировой практике были решены сложные технические задачи по обеспечению эффективной стрельбы навстречу в условиях воздействия активных тепловых помех и других факторов.
В 1970—1980 годах была создана первая в мире сверхзвуковая противотанковая управляемая ракета (ПТУР) «Штурм»: «Штурм-В» (1976) — в вертолётном, «Штурм-С» (1978) — в самоходном исполнении. Позже были созданы «Атака» (глубокая модификация «Штурма») и первый в мире двухканальный ПТРК «Хризантема».
С. П. Непобедимый явился инициатором создания в стране высокоточных мобильных тактических и оперативно-тактических ракетных комплексов (ТРК и ОТРК). Под его руководством на вооружение поступили ТРК «Точка» с различными видами БЧ: СБЧ, ОФБЧ (1975), КБЧ (1977), Г (1979), Ф-Р (1982), а также «Точка-У» (1988), ОТРК «Ока» (1980). Принимал участие в создании межконтинентальной баллистической ракеты (МБР) «Гном».

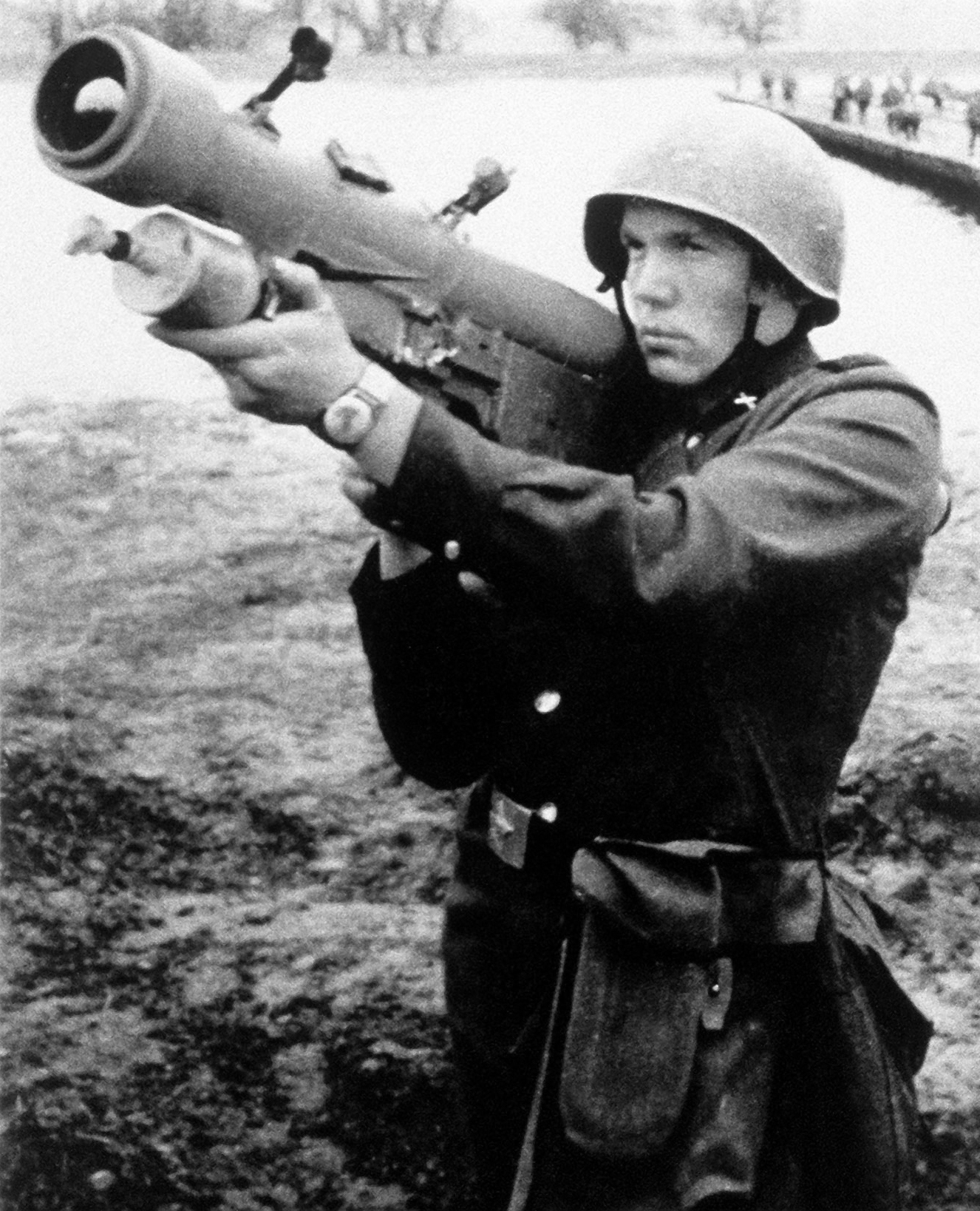
ПЗРК «Стрела-2».

В середине 1970-х годов по его инициативе в КБМ было организовано принципиально новое направление в области вооружения — создание комплексов и систем активной защиты (КАЗ) бронетанковой (комплекс «Арена») и другой техники (в том числе КАЗ «Мозырь» для шахтных пусковых установок МБР).
В 1989 году, после того, как по договору с США о сокращении ракет средней и меньшей дальности были уничтожены комплексы «Ока», которые формально не должны были подпадать под действие договора, С. П. Непобедимый подал в отставку с поста генерального конструктора и покинул КБМ.
С 1989 года работал в ЦНИИ автоматики и гидравлики в Москве, являлся научным руководителем научно-технического центра «РЕАГЕНТ».
Автор более 350 научных работ, изобретений и одного открытия.
Был депутатом Верховного Совета РСФСР (1985), делегатом XXV, XXVI, XXVII съездов КПСС, а также XV и XVI съездов профсоюзов СССР.
Скончался 11 апреля 2014 года. Похоронен 15 апреля на Федеральном военно-мемориальном кладбище в Мытищах.

### Семья
- Жена — Непобедимая (Кувшинова) Лора Ивановна (1923—1997).
- Дочь — Фокина (Непобедимая) Наталия Сергеевна (род. 1943).

## Награды
- Герой Социалистического Труда (Указ Президиума Верховного Совета СССР (с грифом секретно) от 26 апреля 1971, орден Ленина и медаль «Серп и Молот») — за выдающиеся заслуги в выполнении заданий пятилетнего плана
- три ордена Ленина (1966, 1971, 1984)
- Орден Октябрьской Революции (1976)
- медали
- Ленинская премия (1964)
- лауреат трёх Государственных премий СССР (1969, 1976, 1981)
- Премия Совета Министров СССР (1989)
- Заслуженный конструктор Российской Федерации (3 декабря 2001) — за заслуги в области конструкторской деятельности[14]
- Почётная грамота Президента Российской Федерации (12 декабря 2011) — за достигнутые трудовые успехи и многолетнюю добросовестную работу[15]
- Почётная грамота Правительства Российской Федерации (11 сентября 2006) — за большой личный вклад в создание ракетных систем вооружения, многолетний плодотворный труд и в связи с 85-летием со дня рождения[16]
- Благодарность Правительства Российской Федерации (8 сентября 2011) — за выдающийся вклад в создание ракетных комплексов и в связи с 90-летием со дня рождения[17]
- Лауреат Национальной экологической премии «ЭкоМир» (2007) — за разработку и внедрение комплекса эффективных методов и средств управления экологической безопасностью процессов струйного истечения в оборонной технике и конверсионных технологиях[18]
- Лауреат Премии общественного признания «Человек года» (2011) — за разработку не имеющих аналогов в мировом оборонном комплексе систем высокоточных ракетных установок, большой личный вклад в создание ядерного щита нашего Отечества и подготовку научных кадров в области ракетостроения, высокое чувство патриотизма[19]
- Лауреат Премии В. И. Вернадского, Премии имени Г. К. Жукова, Премии «Российский Национальный Олимп» (номинация «Человек-эпоха»)[20].

## Звания
- Член-корреспондент Академии наук СССР (с 1984)
- Член-корреспондент РАН (1991)
- Академик РАРАН (1994)
- Академик Российской академии космонавтики (1998)
- Доктор технических наук (1973)
- Профессор (1977)
- Знак отличия «За заслуги перед Московской областью» (7 сентября 2006)[21]
- Почётный житель Таганского района города Москвы (29 августа 2007)[22]
- Почётный гражданин Рязанской области (27 октября 2010) — за большой вклад в создание специальной техники и укрепление обороноспособности страны[23]
- Почётный гражданин Московской области (9 сентября 2011)[24][25]
- Почётный гражданин № 1 города Коломны[26]
- Почётный гражданин города Щигры[27]

## Память
- В 1999 году ООО ММП «Илиос» учредило три стипендии им. С. П. Непобедимого на кафедре СМ-6 факультета «Специальное машиностроение» МГТУ им. Н. Э. Баумана[28].
- 30 июня 2014 года в городе Коломне Московской области на доме № 15 по улице Дзержинского в торжественной обстановке была открыта памятная доска С. П. Непобедимому[29].
- Именем С. П. Непобедимого названа одна из улиц в городе Коломна Московской области[30].
- Указом Президента Российской Федерации от 2 августа 2021 года № 444 имя С. П. Непобедимого присвоено 448-й ракетной бригаде 20-й гвардейской общевойсковой армии Западного военного округа[31].
- 13.09.2021 в Мемориальном парке г. Коломна открыт памятник конструктору С. П. Непобедимому[32].
- На доме № 15 по Котельнической набережной, в котором проживал С. П. Непобедимый, Министром обороны Российской Федерации С. К. Шойгу в торжественной обстановке была открыта памятная доска С. П. Непобедимому.

## Сочинения
- Непобедимый С. П. Оружие двух эпох: записки генерального конструктора ракетных комплексов — М., 2008. — 445 с. — ISBN 978-5-7038-3158-8.